# IC 4096
IC 4096 је елиптична галаксија у сазвјежђу Береникина коса која се налази на листи објеката дубоког неба у Индекс каталогу.
Деклинација објекта је + 24° 0' 41" а ректасцензија 13h 2m 16,9s. Привидна величина (магнитуда) објекта IC 4096 износи 16,4 а фотографска магнитуда 17,4. IC 4096 је још познат и под ознакама NPM1G +24.0304, PGC 140053.